# 福澤諭吉旧居
福澤諭吉旧居（ふくざわゆきちきゅうきょ）は、福澤諭吉が幼少年期を過ごした大分県中津市にある旧居である。国史跡。記念館併設。

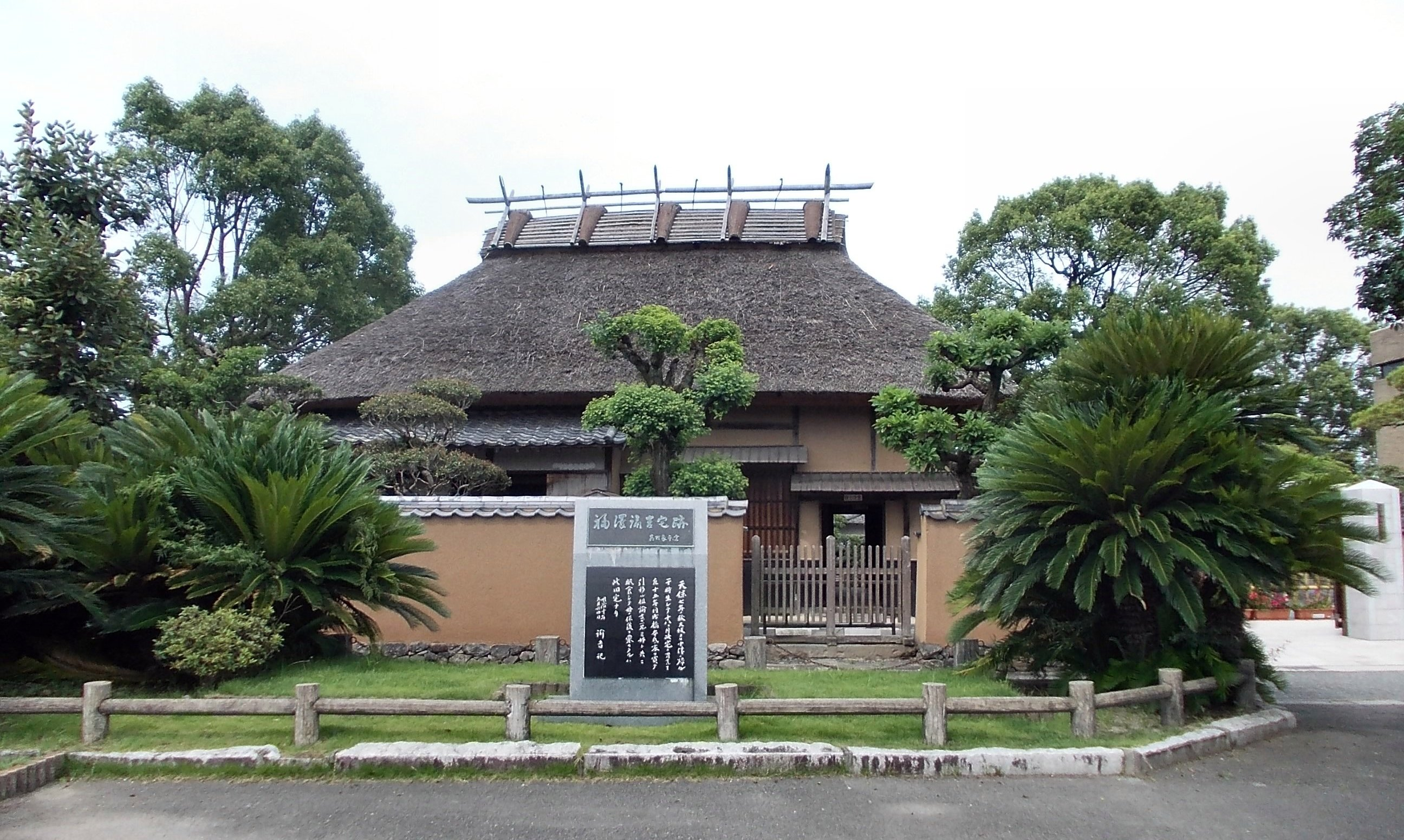
福澤諭吉旧居

## 概要
1835年（天保5年）大坂（現大阪市）の中津藩蔵屋敷で生まれた福澤諭吉は、1歳6か月の時、父の死去により帰藩し、19歳までこの場所で過ごした。
諭吉は、近くに家塾を開いた中津藩儒官白石照山に師事して儒学を学んでいたが、兄の薦めで蘭学を学ぶために長崎へ旅立った。
現存する家は16歳の時に買って移り住んだもので、母屋の他、自らが改造して二階を勉学に使った土蔵が残っている。幼少の頃の家はすぐ前の土地にあった。諭吉は、幼少の頃の家の間取り図を自ら描いて、忘れないようにしようとした。
1971年6月22日に国の史跡になった。現在、隣に福澤記念館を建て「学問のすすめ」の原本や遺品などを展示している。

## 所在地
- 大分県中津市留守居町586番地　　（JR中津駅より徒歩15分）

隣地に白石照山記念碑や、レストハウスがあり、近くには中津城（扇城）や合元寺などの寺院が集中している寺町がある。

## 入館料
- 高校生以上 - 400円
- 中学生以下 - 200円

## 開館時間
- 9:00～17:00